# ヤマハ・TW
ヤマハ・TW（ティーダブリュー）とは、ヤマハ発動機が製造・販売しているオートバイの車種名。通称はティーダブなど。なお、排ガス規制の施行に伴い2008年に国内仕様車の生産が終了した為、日本国内仕様車の生産は行われていない。

## 概要
当初はTW200として1987年4月に販売を開始した。車名のTWとは、Trail Way（トレールウェイ）の略。道なき道を走破するアドベンチャーマシンをイメージしている。「バルーンタイヤ」と呼ばれる極端に幅の太いタイヤが特徴の、異色のアドベンチャーオフロードモデルとして登場し、16psと敢えて中低速重視に設定された200cc空冷SOHC2バルブ単気筒エンジンには高度補正装置付きキャブレターが組み合わされ、高い走破性を持つ事から、後に冒険家の風間深志による、北極点到達チャレンジのベースマシンにも選ばれている。
当初は生粋のオフロードマシンであった同車であったが、1990年代後半に入ると最大の特徴である幅太タイヤが人気を博し、若者による街乗り用のカスタムベースマシンとして人気となった。4台を配備（他にYAMAHAセロー225およびHONDA TLM220）している静岡市オフロードバイク隊では、「後輪の幅が太いため、砂地やぬかるんだ路面の走行に適している」が、「重量（特に後輪）があるため、HONDA TLM220のように段差を越える走行は難しい」としている。また「最近は街用に改造された車体の人気が高く、オフロード車としての使用が珍しい」とも書かれている。
1990年代半ば、東京都杉並区のオートバイ屋モトショップ五郎が手掛けたカスタマイズに代表される「ストリートカスタム」という新たなジャンルが注目を集め、街中でカスタムしたTWに乗る人のことを指す「ティーダバー」、またバッテリーレス化などでわざと車体をスカスカに見せるカスタムを指す「スカチューン」などの単語を生み出した。若者を中心に広まっていったTWのスカチューンは、テレビドラマ『ビューティフルライフ』に登場したことから更に人気を得た。その後も排気量を拡大するなどして販売され続けていたが、規準が強化された排ガス規制の施行に伴い2008年に国内仕様車の生産終了が公表された。これの補足としては、燃料供給にキャブレターを採用しており、2008年以降も継続販売するには、莫大な開発費用と時間が見込まれる電子制御燃料噴射の導入と排ガス浄化システム(触媒等)の採用が不可欠な為、経営判断に依り決定された。

## モデル一覧

### TW200
発売年　1987年-1998年
形式　2JL
機種コード　2JL/4CS1/4CS2/4CS3/4CS5
TW200の初期モデルであり、角型のヘッドライトとウインカーが外見上の大きな特徴。高地補正機能付き強制開閉キャブを装備している。

### TW200E（前期）
発売年　1998年-1999年
形式　2JL
機種コード　4CS4/4CS6
初期モデルをベースに丸型ヘッドライトと小型ウインカーを装備。角形ヘッドライトのTW200と併売されていた。

### TW200E（後期）
発売年　2000年-2001年
形式　BA-DG07J
機種コード　5LB
角形ヘッドライトの標準モデルが廃止になりE型に一本化。
フロントブレーキがディスクブレーキ化。タイヤが今までのオフロード色の強いブロックタイヤから、亀甲タイヤと呼ばれるロード向けタイヤに変更。キャブが一般的な負圧式キャブになり高地補正機能が廃止された。
なおこのモデルの正式名称はTW200である

### TW225
発売年　2002年-2007年
形式　BA-DG09J
機種コード　5VC
TW200からの変更点は、
- シートカウルが小型化され、それに合わせてテールカウルの形状が変更
- マフラー形状の変更
- メーターが丸みを帯び小型化
- リアホイールハブのアルミ化＆形状変更
- リアドラムの大径化
- タンクキャップの小型化（セロー225と同じ部品を使っている）
- メインキースイッチの形状変更

2007年、発売20周年を記念して特別カラーが設定されたTW225E 20th Anniversary Special Editionを1000台限定で発売した。

## 日本国外仕様車
TW200
北米向けの輸出仕様車で、2017年現在も製造されており、車体構成などはTW200E後期型国内仕様車とほぼ同一であるが、チャコールキャニスタを追加装備するなどの仕様変更を受けている。
TW125
欧州向けの輸出仕様車で、現地の免許制度に合わせて排気量125ccのエンジンを搭載した車両。車体構成などはTW225Eとほぼ同一である。一時は並行輸入により日本でも購入が可能となっていたが生産終了となった。

## リコール
2009年に、日本国外仕様車を含む過去からの生産車両および後付け部品に対してリコールが行なわれた。リアサスペンションの不具合によるもので、メーカーから交換が呼びかけられている  。

## 画像

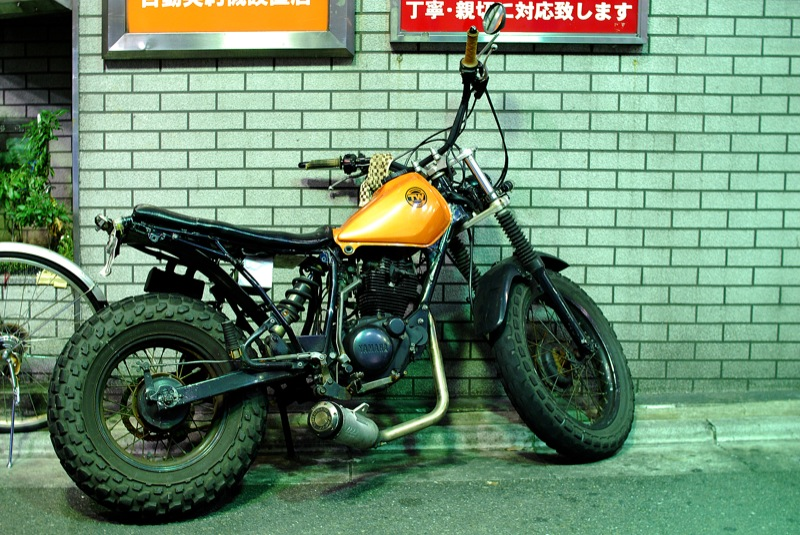
スカチューンやスーパートラップマフラーなどの改造が施されたTW
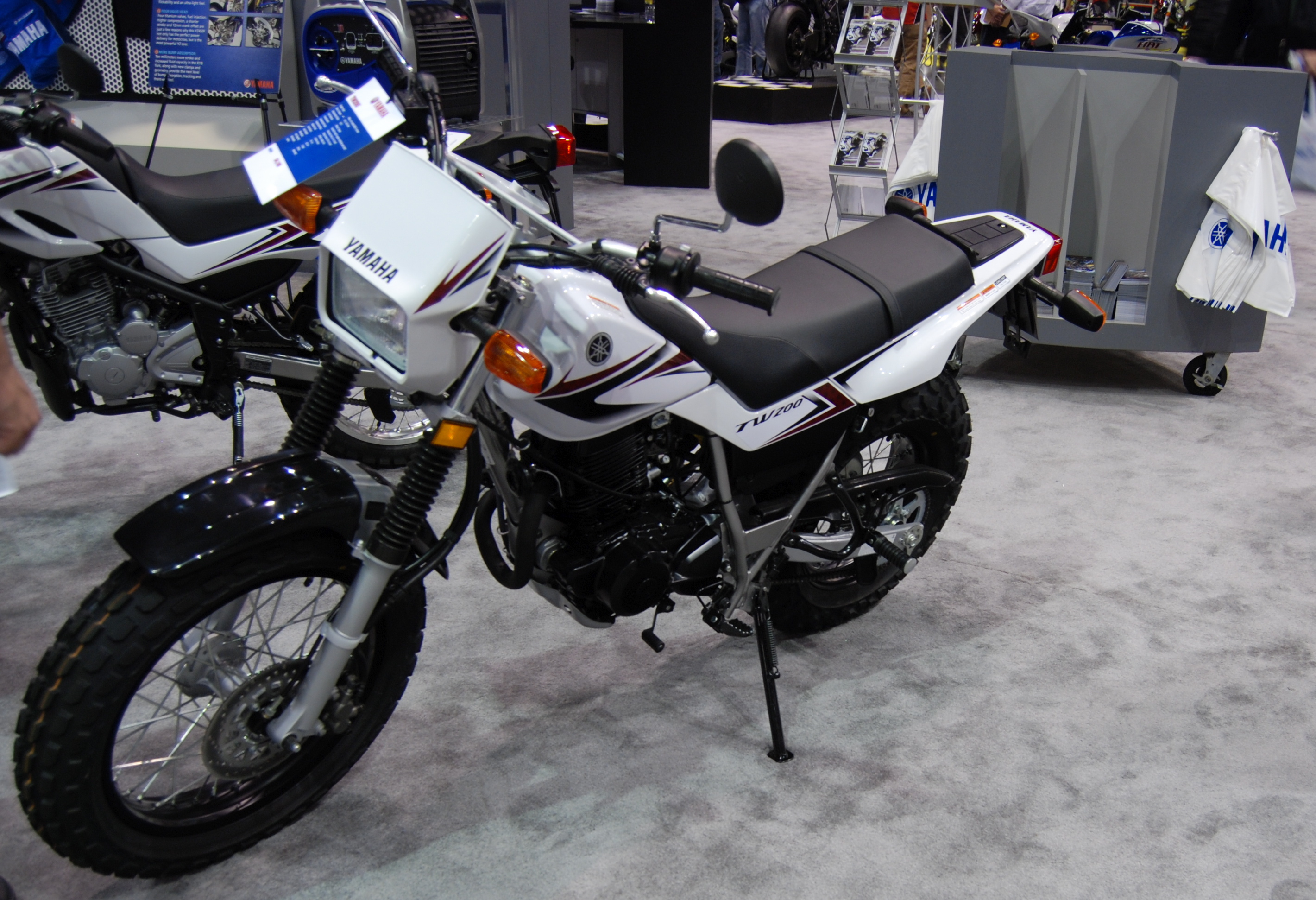
国際モーターサイクル見本市（2009年、シアトル）で展示されたTW200の2010年モデル
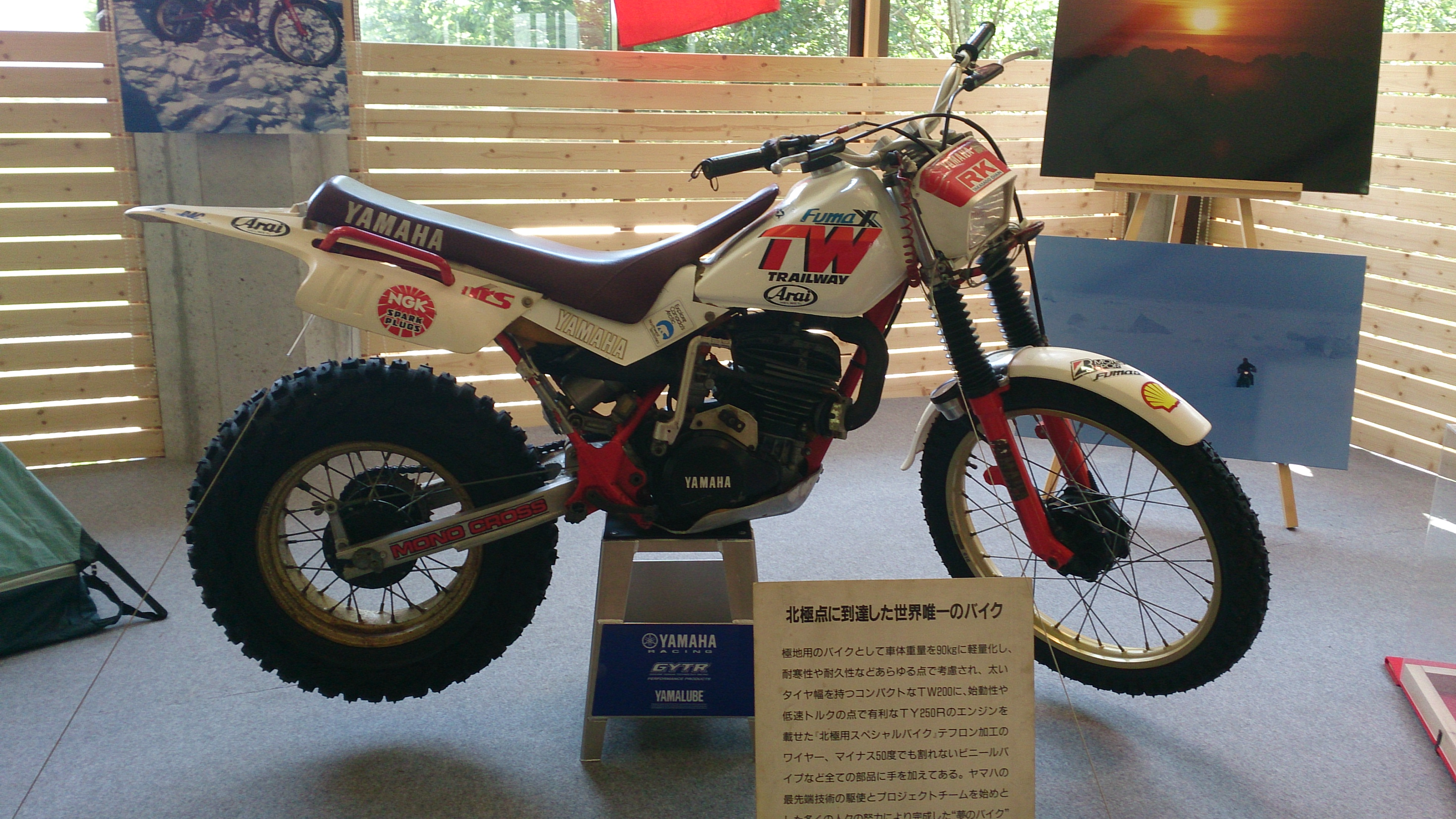
冒険家。風間深志が北極点へ到達した際に使用したTW200